# Cynthia Chase
Cynthia L. Chase (* 25. Januar 1943 in Providence, Rhode Island) ist eine US-amerikanische Politikerin der Demokratischen Partei.

## Politik

### Abgeordnete im Repräsentantenhaus von New Hampshire
Cynthia Chase war seit der Wahl 2010 Abgeordnete im Repräsentantenhaus von New Hampshire und vertrat dort den Wahlkreis Cheshire 8. Sie ist Mitglied im Ausschuss für Kinder- und Familienrecht. Bei der Wahl im Jahr 2012 wurde Chase mit 62,4 % der abgegebenen Stimmen wiedergewählt. Nach einer weiteren Wiederwahl 2014 trat sie im Jahr 2016 nicht erneut an und schied somit aus dem Staatsparlament aus. Mit Donovan Fenton wurde erneut ein Demokrat zu ihrem Nachfolger gewählt.

### Free-State-Project-Kontroverse
Im Dezember 2012 bezeichnete Cynthia Chase das Free State Project als „die größte Bedrohung, der sich der Staat heute gegenüber sieht“, bedauerte, dass man die Migration von Libertären nach New Hampshire nicht verbieten könne und schlug vor, stattdessen „die Freiheitsrechte einzuschränken, die sie hier zu finden glauben“. Diese Äußerungen entfachten eine landesweite Kontroverse.